# Сен-Лоран-д'Уен
Сен-Лора́н-д'Уе́н (фр. Saint-Laurent-d'Oingt) — колишній муніципалітет у Франції, у регіоні Овернь-Рона-Альпи, департамент Рона. Населення — 817 осіб (2011).
Муніципалітет був розташований на відстані близько 370 км на південний схід від Парижа, 30 км на північний захід від Ліона.

## Історія
До 2015 року муніципалітет перебував у складі регіону Рона-Альпи. Від 1 січня 2016 року належав до нового об'єднаного регіону Овернь-Рона-Альпи.
1 січня 2017 року Сен-Лоран-д'Уен, Уен i Ле-Буа-д'Уен було об'єднано в новий муніципалітет Валь-д'Уен.

## Демографія
Динаміка населення (INSEE ):
Розподіл населення за віком та статтю (2006):
| Стать | Всього | До 15 років | 15-24 | 25-44 | 45-64 | 65-85 | Понад 85 |
| --- | ------ | ----------- | ----- | ----- | ----- | ----- | -------- |
| Чоловіки | 409    | 86          | 62    | 89    | 132   | 40    | 0        |
| Жінки | 383    | 70          | 39    | 97    | 117   | 52    | 8        |
| \| Статево-вікова піраміда \| Статево-вікова піраміда \| Статево-вікова піраміда \| \| ----------------------- \| ----------------------- \| ----------------------- \| \| Чоловіки \| Вік \| Жінки \| \| 0 \| 85 + \| 8 \| \| 8 \| 80-84 \| 12 \| \| 12 \| 75-79 \| 12 \| \| 12 \| 70-74 \| 20 \| \| 8 \| 65-69 \| 8 \| \| 31 \| 60-64 \| 23 \| \| 23 \| 55-59 \| 43 \| \| 39 \| 50-54 \| 20 \| \| 39 \| 45-49 \| 31 \| \| 31 \| 40-44 \| 43 \| \| 23 \| 35-39 \| 27 \| \| 8 \| 30-34 \| 23 \| \| 27 \| 25-29 \| 4 \| \| 23 \| 20-24 \| 12 \| \| 39 \| 15-20 \| 27 \| \| 16 \| 10-14 \| 23 \| \| 35 \| 5-9 \| 20 \| \| 35 \| 0-4 \| 27 \| |        |             |       |       |       |       |          |
| Статево-вікова піраміда |        |             |       |       |       |       |          |
| Чоловіки | Вік    | Жінки       |       |       |       |       |          |
| 0 | 85 +   | 8           |       |       |       |       |          |
| 8 | 80-84  | 12          |       |       |       |       |          |
| 12 | 75-79  | 12          |       |       |       |       |          |
| 12 | 70-74  | 20          |       |       |       |       |          |
| 8 | 65-69  | 8           |       |       |       |       |          |
| 31 | 60-64  | 23          |       |       |       |       |          |
| 23 | 55-59  | 43          |       |       |       |       |          |
| 39 | 50-54  | 20          |       |       |       |       |          |
| 39 | 45-49  | 31          |       |       |       |       |          |
| 31 | 40-44  | 43          |       |       |       |       |          |
| 23 | 35-39  | 27          |       |       |       |       |          |
| 8 | 30-34  | 23          |       |       |       |       |          |
| 27 | 25-29  | 4           |       |       |       |       |          |
| 23 | 20-24  | 12          |       |       |       |       |          |
| 39 | 15-20  | 27          |       |       |       |       |          |
| 16 | 10-14  | 23          |       |       |       |       |          |
| 35 | 5-9    | 20          |       |       |       |       |          |
| 35 | 0-4    | 27          |       |       |       |       |          |

## Економіка
2010 року серед 535 осіб працездатного віку (15—64 років) 388 були активними, 147 — неактивними (показник активності 72,5%, у 1999 році було 74,2%). З 388 активних мешканців працювали 372 особи (194 чоловіки та 178 жінок), безробітними було 16 (7 чоловіків та 9 жінок). Серед 147 неактивних 55 осіб було учнями чи студентами, 61 — пенсіонерами, 31 була неактивною з інших причин.

У 2010 році в муніципалітеті числилось 325 оподаткованих домогосподарств, у яких проживали 865,0 особи, медіана доходів виносила 19 184 євро на одного особоспоживача